# Nitocra arctolongus
Nitocra arctolongus är en kräftdjursart som beskrevs av Shen och Tai 1973. Nitocra arctolongus ingår i släktet Nitocra och familjen Ameiridae. Inga underarter finns listade i Catalogue of Life.